# (9722) Levi-Montalcini
(9722) Levi-Montalcini ist ein Asteroid des Hauptgürtels, der am 4. März 1981 von den Astronomen Henri Debehogne und Giovanni de Sanctis am La-Silla-Observatorium (IAU-Code 809) der Europäischen Südsternwarte in Chile entdeckt wurde.
Der Asteroid wurde am 30. Januar 2010 nach der italienischen Medizinerin und Neurobiologin Rita Levi-Montalcini (1909–2012) benannt, die für das Zellwachstum zuständige körpereigene Wachstumsfaktoren entdeckte und 1986 gemeinsam mit Stanley Cohen mit dem Nobelpreis für Medizin und Physiologie ausgezeichnet wurde.